# Autokaross Rescue Systems

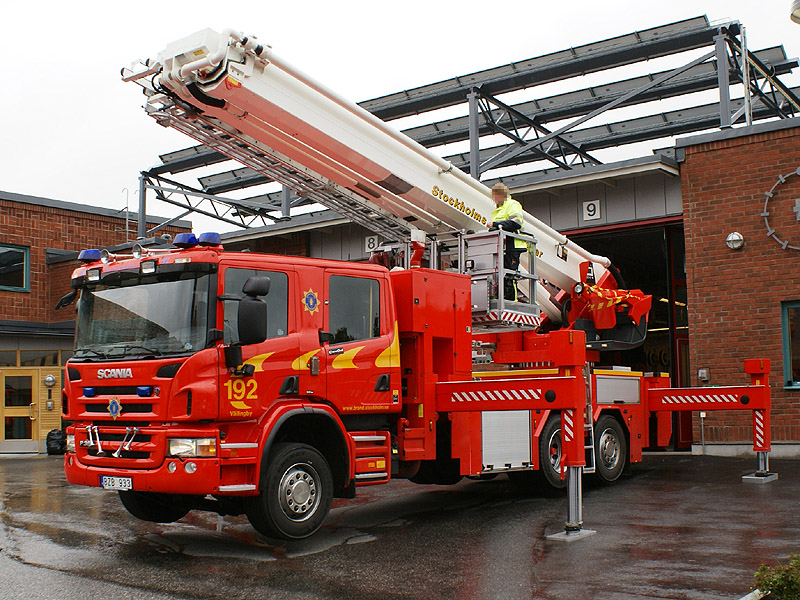
Räddningstjänstfordon

Autokaross Rescue Systems (tidigare Floby Industri AB) är en tillverkare av olika typer av specialfordon, brand- och räddningstjänstfordon och tankfordon.
Autokaross Rescue Systems grundades 1918 i Floby. Under 1930-talet började bolaget tillverka hytter och flak till chassin från Volvo och Scania. Karosseripåbyggnader blev nu huvudsysslan och "Floby-hytten" ett begrepp. Under 1960-talet började tillverkarna att själva stå för karossering. 
1990 bytte bolaget namn till Autokaross i Floby AB. Under 1980-talet utvecklades BAS-konceptet för räddningstjänstfordon och Autokaross i Floby AB blev en av de ledande tillverkarna. 2001 bildades Autokaross Rescue Systems.